# Arnold Aletrino
Arnold Aletrino (ur. 1 kwietnia 1858 w Amsterdamie, zm. 16 stycznia 1916) – holenderski lekarz i prozaik znany z twórczości o charakterze pesymistycznym.
Był autorem prac z zakresu medycyny i kryminologii, m.in. podręcznika antropologii kryminalistycznej (od 1899 wykładał ten przedmiot w Amsterdamie) z 1904, rozpraw na temat prostytucji (1901), homoseksualizmu (1905, pod pseudonimem Karl Ihlfeldt) oraz hermafrodytyzmu (1908). Jego twórczość w tym zakresie przyczyniła się do rozwoju seksuologii oraz humanizacji medycyny sądowej.
Jako pisarz Aletrino był twórcą powieści i opowiadań, z których najbardziej znane to Zuster Bertha (pol. Siostra B.) z 1891, Martha z 1895 oraz zbiór Uit her leven z 1901 (pol. Z życia). Jego pisarstwo miało charakter naturalistyczny (wykorzystał w nim własne doświadczenia jako lekarza, którego pacjentami byli ubodzy) oraz impresjonistyczny.